# Medaliści mistrzostw Polski seniorów w chodzie na 50 kilometrów
Medaliści mistrzostw Polski seniorów w chodzie na 50 kilometrów – zdobywcy medali seniorskich mistrzostw Polski w konkurencji chodu na 50 kilometrów.
Po raz pierwszy mistrzostwa Polski w chodzie na 50 km mężczyzn rozegrano 12 października 1930 w Białymstoku. Odbywały się one co roku do 1934. W 1935 i 1936 nie rozegrano tej konkurencji z powodu braku zgłoszeń, w 1937 i 1938 się odbyły, a wybuch II wojny światowej udaremnił zaplanowane na 1 października 1939 mistrzostwa w Łucku.
Po II wojnie światowej po raz pierwszy mistrzostwa odbyły się w 1947, następnie w 1949 i 1956. Regularnie rozgrywane są od 1972, z tym że w 2001 zgłosił się tylko 1 uczestnik (Jan Holender), który nie ukończył chodu, więc uznano, że mistrzostwa w tym roku się nie odbyły. Chód na 50 km jest jedyną konkurencją, w której mistrzostwa Polski rozgrywane są za granicą (po raz pierwszy w 2002).
Najbardziej utytułowanym zawodnikiem wśród startujących w mistrzostwach Polski jest Rafał Augustyn, który zdobył najwięcej złotych medali krajowego czempionatu (siedem). Najwięcej medali – dziewięć – zdobył Jan Holender.
Aktualny rekord mistrzostw Polski seniorów w chodzie na 50 km wynosi 3:43:22 i został ustanowiony przez Rafała Augustyna podczas mistrzostw w 2016 19 marca w Dudincach.

## Medaliści
| NR – rekord kraju \| PB – rekord życiowy \| SB – najlepszy wynik w sezonie \| NL – najlepszy wynik w polskich tabelach w sezonie |

| Mistrzostwa                | 1. miejsce                                       | Rezultat   | 2. miejsce                                   | Rezultat   | 3. miejsce                              | Rezultat   |
| Białystok 1930             | Julian Strzałkowski WKS Białystok                | 5:02:12,0  | Tadeusz Ptaszycki AZS Warszawa               | 5:14:30,0  | Mienzla Strzelec Białystok              | 5:34:55,0  |
| Wilno 1931                 | Kazimierz Powierza Strzelec Warszawa             | 5:28:05,0  | Józef Kaczmarczyk Polonia Warszawa           | 5:34:04,0  | Roman Grodzki AKS Warszawa              | 5:34:47,2  |
| Lublin 1932                | Kazimierz Powierza Strzelec Warszawa             | 5:01:45,0  | Aleksander Jarmołyszko Jagiellonia Białystok | 5:02:04,2  | Henryk Roguski Strzelec Warszawa        |            |
| Łuck 1933                  | Lucjan Grajda Strzelec Warszawa                  | 5:22:27,0  | Kazimierz Powierza Pocztowy KS Warszawa      | 5:22:40,0  | Henryk Roguski Pocztowy KS Warszawa     | 5:29:00,0  |
| Bydgoszcz 1934             | Kazimierz Krzyczkowski Strzelec Warszawa         | 5:04:51,0  | Lucjan Grajda Strzelec Warszawa              | 5:15:05,0  | Antoni Lis Strzelec Bydgoszcz           | 5:17:07,0  |
| 1935-1936                  | nie rozgrywano                                   |            |                                              |            |                                         |            |
| Białystok 1937             | Jan Marynowski Warszawianka                      | 5:07:10,4  | Brunon Czech Strzelec Kraków                 | 5:16:44,6  | Tadeusz Możdżyński PZL Warszawa         | 5:30:51,2  |
| Kraków 1938                | Marian Śliwiński Strzelec Ostrowiec Św.          | 5:30:29,2  | Henryk Możdżyński Polonia Warszawa           | 5:34:37,0  | Władysław Grechuta Flota Gdynia         | 5:37:57,5  |
| 1939-1946                  | nie rozgrywano                                   |            |                                              |            |                                         |            |
| Gdańsk 1947                | Stanisław Głuszcz Syrena Warszawa                | 5:36:38,4  | Marian Sarama Wisła Kraków                   | 5:45:54,6  | Antoni Piotrowski Kolejarz Poznań       | 5:54:22,4  |
| 1948                       | nie rozgrywano                                   |            |                                              |            |                                         |            |
| Katowice 1949              | Edmund Kaczmarek Związkowiec Olesno              | 5:04:12,0  | Jan Filipek Związkowiec Katowice             | 5:09:30,0  | Stanisław Głuszcz Ogniwo Warszawa       | 5:10:17,0  |
| 1950-1955                  | nie rozgrywano                                   |            |                                              |            |                                         |            |
| Zabrze 1956                | Kazimierz Bandrowski CWKS Warszawa               | 5:18:31,0  | Tadeusz Nowak Sparta Łódź                    | 5:20:29,0  | Wiesław Sarnecki AZS Gdańsk             | 5:23:25,0  |
| 1957-1971                  | nie rozgrywano                                   |            |                                              |            |                                         |            |
| Gdańsk 1972                | Bogusław Kmiecik Start Łódź                      | 4:27:32,8  | Jerzy Jackiewicz Spójnia Gdańsk              | 4:31:05,8  | Janusz Cyrklaff Lechia Gdańsk           | 4:32:42,6  |
| Warszawa 1973              | Bogusław Kmiecik Start Łódź                      | 4:22:03,0  | Stanisław Korneluk Flota Gdynia              | 4:26:48,0  | Jerzy Pater Flota Gdynia                | 4:27:44,0  |
| Poznań 1974                | Stanisław Korneluk Flota Gdynia                  | 4:17:36,0  | Bohdan Bułakowski Legia Warszawa             | 4:22:06,8  | Bogusław Kmiecik Start Łódź             | 4:27:16,6  |
| Bydgoszcz 1975             | Bogusław Kmiecik Start Łódź                      | 4:09:23,6  | Marek Kasprzyk Olimpia Poznań                | 4:14:01,0  | Bohdan Bułakowski Legia Warszawa        | 4:15:23,0  |
| Bydgoszcz 1976             | Bogusław Kmiecik Start Łódź                      | 4:36:04,0  | Stanisław Korneluk Flota Gdynia              | 4:43:02,0  | Franciszek Ustarbowski Neptun Gdańsk    | 4:42:06,0  |
| Bydgoszcz 1977             | Bogusław Kmiecik Start Łódź                      | 4:22:55,2  | Franciszek Ustarbowski LKS Puck              | 4:27:22,2  | Marek Kasprzyk Olimpia Poznań           | 4:30:33,0  |
| Gdynia 1978                | Jan Ornoch Flota Gdynia                          | 4:03:18,4  | Bogusław Kmiecik Start Łódź                  | 4:03:58,9  | Feliks Śliwiński Lechia Gdańsk          | 4:06:14,8  |
| Gdynia 1979                | Bogusław Duda Resovia Rzeszów                    | 3:54:09    | Jan Ornoch Flota Gdynia                      | 3:56:42    | Bohdan Bułakowski Skra Warszawa         | 3:58:19    |
| Gdynia 1980                | Feliks Śliwiński Lechia Gdańsk                   | 4:07:00    | Krzysztof Drajski Flota Gdynia               | 4:17:27    | Stanisław Korneluk Flota Gdynia         | 4:20:05    |
| Warszawa 1981              | Krzysztof Drajski Flota Gdynia                   | 4:03:44    | Feliks Śliwiński Lechia Gdańsk               | 4:08:21    | Jan Pilczuk Polonia Warszawa            | 4:10:15    |
| Warszawa 1982              | Bogusław Duda Resovia Rzeszów                    | 3:57:06    | Bohdan Bułakowski Skra Warszawa              | 3:57:41    | Stanisław Rola Polonia Warszawa         | 4:04:30    |
| Szczecin 1983              | Bohdan Bułakowski Skra Warszawa                  | 3:54:03    | Jan Kłos Resovia Rzeszów                     | 4:03:04    | Jan Pilczuk Polonia Warszawa            | 4:03:21    |
| Szczecin 1984              | Jan Kłos Resovia Rzeszów                         | 4:00:19    | Grzegorz Ledzion Flota Gdynia                | 4:01:33    | Bogdan Morawski Oleśniczanka            | 4:10:12    |
| Sopot 1985                 | Bohdan Bułakowski Skra Warszawa                  | 4:01:26    | Bogdan Morawski AZS Gdańsk                   | 4:07:02    | Adam Urbanowski Śląsk Wrocław           | 4:17:55    |
| Rzeszów 1986               | Grzegorz Ledzion Flota Gdynia                    | 3:52:23    | Jerzy Wróblewicz Pomorze Stargard            | 4:08:39    | Adam Urbanowski Śląsk Wrocław           | 4:10:29    |
| Mielec 1987                | Grzegorz Ledzion Flota Gdynia                    | 3:56:47    | Jerzy Wróblewicz Pomorze Stargard            | 4:07:07    | Jan Holender Flota Gdynia               | 4:13:34    |
| Gdynia 1988                | Jerzy Wróblewicz Pomorze Stargard                | 4:03:13    | Adam Urbanowski Śląsk Wrocław                | 4:04:48    | Jan Holender Flota Gdynia               | 4:10:03    |
| Warszawa 1989              | Jacek Bednarek ROW Rybnik                        | 3:59:53    | Adam Urbanowski Śląsk Wrocław                | 4:00:47    | Jerzy Wróblewicz Pomorze Stargard       | 4:02:47    |
| Mielec 1990                | Adam Urbanowski Śląsk Wrocław                    | 4:01:46    | Jerzy Wróblewicz Pomorze Stargard            | 4:05:50    | Jan Holender Flota Gdynia               | 4:06:33    |
| Warszawa 1991              | Jan Kłos Resovia Rzeszów                         | 3:49:30    | Adam Urbanowski Śląsk Wrocław                | 3:58:19    | Sławomir Cielica Agros Zamość           | 4:02:52    |
| Zamość 1992                | Tomasz Lipiec Polonia Warszawa                   | 4:01:13    | Jan Kłos Resovia Rzeszów                     | 4:04:45    | Jan Holender Flota Gdynia               | 4:07:48    |
| Zamość 1993                | Robert Korzeniowski AZS-AWF Katowice             | 3:44:24    | Jan Holender Flota Gdynia                    | 4:03:25    | Sławomir Cielica Agros Zamość           | 4:13:21    |
| Zamość 1994                | Sławomir Cielica Agros Zamość                    | 4:05:52    | Krzysztof Krysiak Flota Gdynia               | 4:15:39    | Adam Urbanowski Śląsk Wrocław           | 4:25:58    |
| Zamość 1995                | Jan Holender Flota Gdynia                        | 4:06:22    | Stanisław Stosik Lechia Gdańsk               | 4:07:24    | Waldemar Dudek Wawel Kraków             | 4:09:45    |
| Zamość 1996                | Tomasz Lipiec Polonia Warszawa                   | 3:49:30    | Jacek Müller Flota Gdynia                    | 3:53:26    | Stanisław Stosik Lechia Gdańsk          | 3:54:38    |
| Gdynia 1997                | Waldemar Dudek Wawel Kraków                      | 4:04:35    | Jan Holender Flota Gdynia                    | 4:11:58    | Janusz Goławski Pogoń Siedlce           | 5:28:56    |
| Gdynia 1998                | Roman Magdziarczyk AZS-AWF Gdańsk                | 4:06:42    | Jan Holender Flota Gdynia                    | 4:12:14    | Grzegorz Poręba Górnik Zabrze           | 4:19:42    |
| Biała Podlaska 1999        | Tomasz Lipiec Polonia Warszawa                   | 3:53:40    | Waldemar Dudek Wawel Kraków                  | 4:25:52    | Janusz Goławski UNTS Warszawa           | 4:54:56    |
| Zamość 2000                | Jan Holender Flota Gdynia                        | 4:15:23    | Rafał Fedaczyński Unia Hrubieszów            | 4:53:47    | Jacek Müller Flota Gdynia               | 5:05:00    |
| 2001                       | nie odbyły się                                   |            |                                              |            |                                         |            |
| Podiebrady 2002            | Grzegorz Sudoł AZS-AWF Kraków                    | 3:50:37    | Roman Magdziarczyk AZS-AWF Gdańsk            | 3:51:15    | Kamil Kalka Gwda Piła                   | 4:14:24    |
| Zaniemyśl 2003             | Rafał Fedaczyński Unia Hrubieszów                | 4:06:39    | Maciej Rosiewicz UKS 12 Kalisz               | 4:07:04    | Tomasz Ostrowski Agros Zamość           | 4:25:57    |
| Rumia 2004                 | Kamil Kalka Gwda Piła                            | 3:56:29    | Maciej Rosiewicz UKS 12 Kalisz               | 4:03:50    | Paweł Grzonka Olimpia Bytów             | 4:17:06    |
| Wiedeń 2005                | Kamil Kalka Gwda Piła                            | 4:04:23    | Maciej Rosiewicz UKS 12 Kalisz               | 4:05:10    | Michał Jarosz AZS-AWF Kraków            | 4:08:12    |
| Huta Krzeszowska 2006      | Rafał Fedaczyński Unia Hrubieszów                | 3:59:27    | Maciej Rosiewicz UKS 12 Kalisz               | 4:03:07    | Paweł Grzonka Olimpia Bytów             | 4:26:24    |
| Bad Deutsch Altenburg 2007 | Grzegorz Sudoł AZS-AWF Kraków                    | 3:55:22    | Artur Brzozowski Znicz Biłgoraj              | 3:59:27    | Maciej Rosiewicz UKS 12 Kalisz          | 4:03:01    |
| Dudince 2008               | Grzegorz Sudoł AZS-AWF Kraków                    | 3:45:47    | Artur Brzozowski Znicz Biłgoraj              | 3:59:43    | Maciej Rosiewicz UKS 12 Kalisz          | 4:00:53    |
| Hollenburg 2009            | Rafał Sikora AZS-AWF Kraków                      | 3:52:33    | Łukasz Nowak AZS Poznań                      | 3:58:57    | Maciej Rosiewicz UKS 12 Kalisz          | 4:00:23    |
| Dudince 2010               | Rafał Augustyn AZS Poznań                        | 3:49:54    | Łukasz Nowak AZS Poznań                      | 3:50:30    |                                         |            |
| Dudince 2011               | Rafał Fedaczyński AZS AWF Katowice               | 3:46:05    | Rafał Sikora niestowarzyszony                | 3:46:16    | Łukasz Nowak AZS Poznań                 | 3:46:40    |
| Dudince 2012               | Łukasz Nowak OŚ AZS Poznań                       | 3:44:24    | Rafał Sikora KS AZS AWF Kraków               | 3:46:52    | Rafał Goławski WLKS Iganie Nowe         | 4:29:13    |
| Dudince 2013               | Adrian Błocki MKL Szczecin                       | 3:50:48 PB | Damian Błocki MKL Szczecin                   | 3:51:32 PB | Rafał Augustyn Sokół Mielec             | 3:51:33    |
| Dudince 2014               | Rafał Augustyn Sokół Mielec                      | 3:45:32 PB | Adrian Błocki MKL Szczecin                   | 3:52:07    | Rafał Sikora KS AZS AWF Kraków          | 3:55:11    |
| Dudince 2015               | Rafał Augustyn Sokół Mielec                      | 3:43:55 PB | Łukasz Nowak OŚ AZS Poznań                   | 3:44:53    | Adrian Błocki AZS-AWF Katowice          | 3:49:30 PB |
| Dudince 2016               | Rafał Augustyn Stal Mielec                       | 3:43:22 PB | Adrian Błocki AZS-AWF Katowice               | 3:47:16 PB | Rafał Fedaczyński AZS UMCS Lublin       | 3:48:43    |
| Dudince 2017               | Rafał Augustyn Stal Mielec                       | 3:44:42    | Adrian Błocki AZS-AWF Katowice               | 3:48:39    | Rafał Fedaczyński AZS UMCS Lublin       | 3:48:56    |
| Wiedeń 2018                | Jakub Jelonek CKS Budowlani Częstochowa          | 4:08:28    | Grzegorz Grinholc RKS Rumia                  | 4:54:45    | [ b ]                                   |            |
| Dudince 2019               | Rafał Augustyn LKS Stal Mielec                   | 3:47:04    | Rafał Fedaczyński AZS-UMCS Lublin            | 3:50:41    | Jakub Jelonek CKS Budowlani Częstochowa | 3:56:33    |
| Dudince 2020               | Rafał Augustyn LKS Stal Mielec                   | 3:47:44    | Rafał Fedaczyński AZS-UMCS Lublin            | 3:56:31    | Jakub Jelonek CKS Budowlani Częstochowa | 4:08:33    |
| Dudince 2021               | Dawid Tomala AZS KU Politechniki Opolskiej Opole | 3:49:23 PB | Rafał Sikora AZS-AWF Katowice                | 4:07:56    | Robert Goławski WLKS Nowe Iganie        | 4:40:48    |

## Klasyfikacja medalowa
W historii mistrzostw Polski seniorów na podium tej imprezy stanęło w sumie 73 chodziarzy. Najwięcej medali – 9 – zdobył Jan Holender, który dodatkowo mógł zdobyć medal w 2001, ale był jedynym zgłoszonym zawodnikiem i nie ukończył chodu.
| Lp. | Zawodnik               | Złoto | Srebro | Brąz | Razem |
| 1.  | Rafał Augustyn         | 7     | 0      | 1    | 8     |
| 2.  | Bogusław Kmiecik       | 5     | 1      | 1    | 7     |
| 3.  | Rafał Fedaczyński      | 3     | 3      | 2    | 8     |
| 4.  | Tomasz Lipiec          | 3     | 0      | 0    | 3     |
| 4.  | Grzegorz Sudoł         | 3     | 0      | 0    | 3     |
| 6.  | Jan Holender           | 2     | 3      | 4    | 9     |
| 7.  | Bohdan Bułakowski      | 2     | 2      | 2    | 6     |
| 8.  | Jan Kłos               | 2     | 2      | 0    | 4     |
| 9.  | Grzegorz Ledzion       | 2     | 1      | 0    | 3     |
| 9.  | Kazimierz Powierza     | 2     | 1      | 0    | 3     |
| 11. | Kamil Kalka            | 2     | 0      | 1    | 3     |
| 12. | Bogusław Duda          | 2     | 0      | 0    | 2     |
| 13. | Adam Urbanowski        | 1     | 3      | 3    | 7     |
| 14. | Adrian Błocki          | 1     | 3      | 1    | 5     |
| 14. | Łukasz Nowak           | 1     | 3      | 1    | 5     |
| 14. | Rafał Sikora           | 1     | 3      | 1    | 5     |
| 14. | Jerzy Wróblewicz       | 1     | 3      | 1    | 5     |
| 18. | Stanisław Korneluk     | 1     | 2      | 1    | 4     |
| 19. | Waldemar Dudek         | 1     | 1      | 1    | 3     |
| 19. | Feliks Śliwiński       | 1     | 1      | 1    | 3     |
| 21. | Krzysztof Drajski      | 1     | 1      | 0    | 2     |
| 21. | Lucjan Grajda          | 1     | 1      | 0    | 2     |
| 21. | Roman Magdziarczyk     | 1     | 1      | 0    | 2     |
| 21. | Jan Ornoch             | 1     | 1      | 0    | 2     |
| 25. | Jakub Jelonek          | 1     | 0      | 2    | 3     |
| 26. | Sławomir Cielica       | 1     | 0      | 1    | 2     |
| 26. | Stanisław Głuszcz      | 1     | 0      | 1    | 2     |
| 28. | Kazimierz Bandrowski   | 1     | 0      | 0    | 1     |
| 28. | Jacek Bednarek         | 1     | 0      | 0    | 1     |
| 28. | Edmund Kaczmarek       | 1     | 0      | 0    | 1     |
| 28. | Robert Korzeniowski    | 1     | 0      | 0    | 1     |
| 28. | Kazimierz Krzyczkowski | 1     | 0      | 0    | 1     |
| 28. | Jan Marynowski         | 1     | 0      | 0    | 1     |
| 28. | Julian Strzałkowski    | 1     | 0      | 0    | 1     |
| 28. | Marian Śliwiński       | 1     | 0      | 0    | 1     |
| 28. | Dawid Tomala           | 1     | 0      | 0    | 1     |
| 37. | Maciej Rosiewicz       | 0     | 4      | 3    | 7     |
| 38. | Artur Brzozowski       | 0     | 2      | 0    | 2     |
| 39. | Marek Kasprzyk         | 0     | 1      | 1    | 2     |
| 39. | Bogdan Morawski        | 0     | 1      | 1    | 2     |
| 39. | Jacek Müller           | 0     | 1      | 1    | 2     |
| 39. | Stanisław Stosik       | 0     | 1      | 1    | 2     |
| 39. | Franciszek Ustarbowski | 0     | 1      | 1    | 2     |
| 44. | Damian Błocki          | 0     | 1      | 0    | 1     |
| 44. | Brunon Czech           | 0     | 1      | 0    | 1     |
| 44. | Jan Filipek            | 0     | 1      | 0    | 1     |
| 44. | Grzegorz Grinholc      | 0     | 1      | 0    | 1     |
| 44. | Jerzy Jackiewicz       | 0     | 1      | 0    | 1     |
| 44. | Aleksander Jarmołyszko | 0     | 1      | 0    | 1     |
| 44. | Józef Kaczmarczyk      | 0     | 1      | 0    | 1     |
| 44. | Krzysztof Krysiak      | 0     | 1      | 0    | 1     |
| 44. | Henryk Możdżyński      | 0     | 1      | 0    | 1     |
| 44. | Tadeusz Nowak          | 0     | 1      | 0    | 1     |
| 44. | Tadeusz Ptaszycki      | 0     | 1      | 0    | 1     |
| 44. | Marian Sarama          | 0     | 1      | 0    | 1     |
| 56. | Janusz Goławski        | 0     | 0      | 2    | 2     |
| 56. | Paweł Grzonka          | 0     | 0      | 2    | 2     |
| 56. | Jan Pilczuk            | 0     | 0      | 2    | 2     |
| 56. | Henryk Roguski         | 0     | 0      | 2    | 2     |
| 60. | Janusz Cyrklaff        | 0     | 0      | 1    | 1     |
| 60. | Rafał Goławski         | 0     | 0      | 1    | 1     |
| 60. | Robert Goławski        | 0     | 0      | 1    | 1     |
| 60. | Władysław Grechuta     | 0     | 0      | 1    | 1     |
| 60. | Roman Grodzki          | 0     | 0      | 1    | 1     |
| 60. | Michał Jarosz          | 0     | 0      | 1    | 1     |
| 60. | Antoni Lis             | 0     | 0      | 1    | 1     |
| 60. | Mienzla                | 0     | 0      | 1    | 1     |
| 60. | Tadeusz Możdżyński     | 0     | 0      | 1    | 1     |
| 60. | Tomasz Ostrowski       | 0     | 0      | 1    | 1     |
| 60. | Jerzy Pater            | 0     | 0      | 1    | 1     |
| 60. | Antoni Piotrowski      | 0     | 0      | 1    | 1     |
| 60. | Grzegorz Poręba        | 0     | 0      | 1    | 1     |
| 60. | Wiesław Sarnecki       | 0     | 0      | 1    | 1     |